# Аркалык (станция)
Аркалык — станция Есильского направления Костанайского отделения железной дороги, под подчинением АО «Казахстан темир жолы», которая расположена в городе Аркалык.
На станции имеется около 10 путей, большое здание вокзала. Вблизи него начинается промышленная зона. Там существует разветвлённая сеть ведомственных железнодорожных линий, предназначенных для вывоза бокситовой руды из карьеров. Среди локомотивов преобладают тепловозы ТЭМ разных типов.
Железнодорожная линия была построена в 1950-х годах. Дата ввода в эксплуатацию станции Аркалык и других станций этого участка — 1961 год. Пассажирское движение представлено двумя парами пассажирских поездов местного сообщения: Костанай — Аркалык и Астана — Аркалык, а также прицепным вагоном Алма-Ата — Аркалык (оба поезда в ходу ежедневно до 2017 г.). Ранее, в бытность Аркалыка областным центром, существовали прицепные вагоны сообщением Аркалык — Москва Казанская.
В 2014 году была открыта новая железнодорожная линия Аркалык — Шубарколь протяжённостью 214 километров на юг (до этого момента станция была тупиковой). По этой линии со станции Шубарколь через Аркалык отправляется на север на Россию и Прибалтику более 5,5 тысячи вагонов угля в месяц (три состава в день), что составляет около четырех миллионов тонн груза (2016).
Грузовое движение местных грузов небольшое (не более 3 пар поездов в сутки). Основной груз — бокситовая руда из Аркалыка. На большинстве станций имеются элеваторы, производится погрузка зерна. В пассажирском и грузовом движении используются в основном тепловозы 2ТЭ10 депо Есиль.
Наиболее длинный участок ведомственной железнодорожной линии протянулся от станции Аркалык примерно на 20 километров в южном направлении.

## Прохождение магистрали

### Поезда дальнего следования
Станция Аркалык является конечной для следующих поездов дальнего следования (летнее расписание 2017—2018):
примечание: прицепной Аркалык — Алматы-1 отменен с января 2017 года. 
| № и название поезда | Маршрут следования  | Дни следования   | Вагон        | Время отправления из Аркалыка | Время прибытия в Аркалык |
| ------------------- | ------------------- | ---------------- | ------------ | ----------------------------- | ------------------------ |
| 603/604             | Астана — Аркалык    | Ежедневно        | Пассажирский | 19:25                         | 06:33                    |
| 621/622             | Костанай — Аркалык  | Ежедневно        | Пассажирский | 17:50                         | 08:30                    |
| 6912/6911           | Аркалык — Шубарколь | пятница, суббота | Пригородный  | 07:10                         | 16:50                    |

### Строительство железной дороги Аркалык — Шубарколь
Длина новой железной дороги Аркалык — Шубарколь — 214 километров. По оценочным данным приблизительная стоимость данной железной дороги составила 100 млрд тенге. Строительство данного участка началось 3 июля 2012 года. Открытие железной дороги произошло 22 августа 2014 года. В 2016 году после ввода третьего пускового комплекса открылось и пассажирское сообщение.

### Станции новой железной дороги Аркалык — Шубарколь
- Аркалык
- Жалгызтал (возле одноименного села)
- Терсаккан (возле одноименного села)
- Майбулак
- Нурдала
- разъезд Дорожный
- Шубарколь (возле одноименного поселка)